# Исаковское сельское поселение (Чувашия)
Исаковское се́льское поселе́ние — упразднённое муниципальное образование в составе Красноармейского района Чувашской Республики. Административный центр — село Исаково.
Законом Чувашской Республики от 14.05.2021 № 30 к 24 мая 2021 года упразднено в связи с преобразованием Красноармейского района в муниципальный округ.

## История
Первое упоминание о селе Малая Шатьма, принадлежавшее Исаковскому обществу зафиксировано в Историко-статистическом описании церкви и прихода села Малой Шатьмы Ядринского уезда, Казанской епархии составленный в 1899 году («…В настоящее время в составе прихода села Малой Шатьмы входят следующие деревни: — Исаковского общества: Тухуръ — таги, Кумагалы, Очь — касы и Пшунки; 3-е Янгильдинского общества: Пердния Кароки, Задния Кароки,
Отланы, Хозакъ — касы и Ванюшино; Байгуловского общества: Яманаки, Сирикли, Яшкильдино и Тватта — пюрть; 1 — во Янгильдинского общества: Шу — пось, Вурманъ — касы, Тоганаши и Таныши.»)
Исаково (М. Шатьма) Кесен Шетме (Усек) 1927 г.
Уезд Ядринский с 1917 г.
Цивильский с 1 июля 1922 г. по 1927 г.
Волость Убеевская 1917—1927 гг.
Район Цивильский с 1 октября 1927 г.
Траковский с 1 марта 1935 г.
Исаковский сельский совет с 1 октября 1927 г.
Пшонгинский сельский совет с 1 октября 1927 г.
Яманакский сельский совет с 1 января 1918 г.
Исаковский сельский совет с 14 июня 1954 г.
Исаковская сельская администрация 1991 г.
Яманакская сельская администрация 1991 г.
Исаковское сельское поселение с 1 января 2006 г.

## Население
| 2010  | 2012  | 2013  | 2014  | 2015  | 2016  | 2017  |
| ----- | ----- | ----- | ----- | ----- | ----- | ----- |
| 1468  | ↘1447 | ↘1400 | ↗1404 | ↘1379 | ↘1352 | ↘1294 |
| 2018  | 2019  | 2020  | 2021  |       |       |       |
| ↘1287 | ↘1234 | ↘1209 | ↘1187 |       |       |       |

## Состав поселения
В Исаковское сельское поселение входят 10 деревень.
На территории поселения находятся следующие населённые пункты:
| №  | Населённый пункт | Тип населённого пункта       | Население |
| -- | ---------------- | ---------------------------- | --------- |
| 1  | Исаково          | Село, административный центр | 357       |
| 2  | Дубовка          | деревня                      | 49        |
| 3  | Таныши           | деревня                      | 112       |
| 4  | Кумагалы         | деревня                      | 41        |
| 5  | Очкасы           | деревня                      | 24        |
| 6  | Пшонги           | деревня                      | 67        |
| 7  | Ванюшкасы        | деревня                      | 70        |
| 8  | Яманаки          | деревня                      | 472       |
| 9  | Сирикли          | деревня                      | 167       |
| 10 | Яшкильдино       | деревня                      | 109       |

## Местное самоуправление
Главой поселения является Ефимова Галина Георгиевна.
Адрес: 429631 Чувашская Республика Красноармейский район с. Исаково ул. Садовая дом № 21
тел. : 8(835-30)-30-2-72
электронная почта: sao-isakovo@krarm.cap.ru

## Организации
- СХПК «Нива»
- СХПК «Красное Сормово»
- МОУ «Исаковская СООШ»
- МОУ «Яманакская ООШ»
- МДОУ "Ясли-сад «Салкус»
- МДОУ "Ясли-сад «Шусам»
- Исаковская модельная библиотека
- Яманакская сельская библиотека
- Исаковский фельдшерско-акушерский пункт
- Яманакский фельдшерско-акушерский пункт
- Пшонгинский фельдшерский пункт
- Сириклинский фельдшерский пункт
- Исаковский ветеринарный участок
- Яманакский ветеринарный участок
- Исаковское отделение связи
- Яманакское отделение связи
- Исаковский центр досуга
- Яманакский дом досуга
- Пшонгинский дом досуга

## Достопримечательности
- В д. Яманаки:

Единственная водяная мельница в Чувашской Республике действующая с 1948 года
Обелиск посвященный героям и ветеранам Великой Отечественной войны. Обелиск был построен 1969—1970 гг. в честь 25-летия Победы ВОВ.
- В с. Исаково:

Памятник павшим воинам в Великой Отечественной войне 1941—1945 гг.
- В д. Пшонги

Памятник павшим воинам в Великой Отечественной войне 1941—1945 гг.